# کوه چلتن
کوه چلتن، قله‌ای است که در رشته کوه سلیمان، در شهرستان کویته در ایالت بلوچستان، در غرب پاکستان واقع شده‌است.

## قله
قله کوه شیب‌دار و سنگلاخی به نام چیلتان یا چهل‌تان است، لواره سر بلندترین قله رشته کوه‌های چلتن با ۳۱۹۴ متر ارتفاع است، این سومین قله بلند کویته بعد از زرغون غار و کوه تاکاتو و پنجمین قله بلند بلوچستان است. درختان ارس در دامنه‌های وسیع این کوه گسترده یافت می‌شوند.

## حیات وحش
کوه چلتن حیوانات مختلفی دارد و به نظر می‌رسد انواع مختلف پرندگان در سراسر کوه چلتن زندگی می‌کنند. بیش از هزار مارخور (بز شاخدار) گزارش شده‌است و حیوانات دیگری نیز از جمله شغال و گرگ مشاهده شده‌است، یک نوع بز کوهی در منطقه چلتن بوده که در حال حاضر منقرض شده‌است.